# 野嵩按司加那志
野嵩按司加那志是琉球國世子妃所使用的稱號。
在第二尚氏王朝時期，按照慣例，琉球世子妃會被授予宜野灣間切所轄的野嵩村這個地頭，故而以地頭名「野嵩」而得名。按司則是王族位階中僅次於王子的稱號，王妃、王女等也被稱呼為按司。琉球人稱呼貴族女性的場合中習慣上在其稱號之末加上敬稱「加那志」，即「某按司加那志」。因此琉球世子妃的頭銜為「野嵩按司加那志」。也可以以王世子妃所住的宮殿，將王世子妃被稱為野嵩御殿（ぬだきうどぅん）。
在王世子即位成為國王後，世子妃即晉升為王妃。按照慣例，王妃會被授予佐敷間切這個地頭，同時頭銜變更為佐敷按司加那志。